# Federico Espino Licsí
Federico Espino Licsí (Pásig, 10 de abril de 1939-2011) fue un escritor filipino de la lengua castellana,  considerado también como el más prolífico escritor en tagalo, además de hacerlo en otras lenguas minoritarias de su país y en inglés.

## Carrera
Obtuvo su primer premio en 1967, en un certamen de poesía en lengua tagala organizado por el Instituto Nacional de Lenguas. En 1970 fue citado por el National Press Club como el poeta tagalohablante más importante. Es también colaborador en diversas publicaciones periódicas, como Free Press. También escribe poesía en inglés. 

## Obras
Sus poemarios más importantes en lengua castellana son:
- Ave en jaula lírica (1970)
- Caras y caretas de amor filipino (1974)
- Latigazos de luz (1974)

## Premios de relevancia
- Premio Zóbel (1978)